# مالينا ألفارادو
مالينا ألفارادو (بالإسبانية: Malena Alvarado) هي ممثلة فنزويلية، ولدت في 26 يونيو 1954 في كاراكاس في فنزويلا، وتوفي بنفس المكان في 26 ديسمبر 2013.

## وصلات خارجية
- مالينا ألفارادو على موقع IMDb (الإنجليزية)
- مالينا ألفارادو على موقع كينوبويسك (الروسية)